# Georg Franck von Franckenau

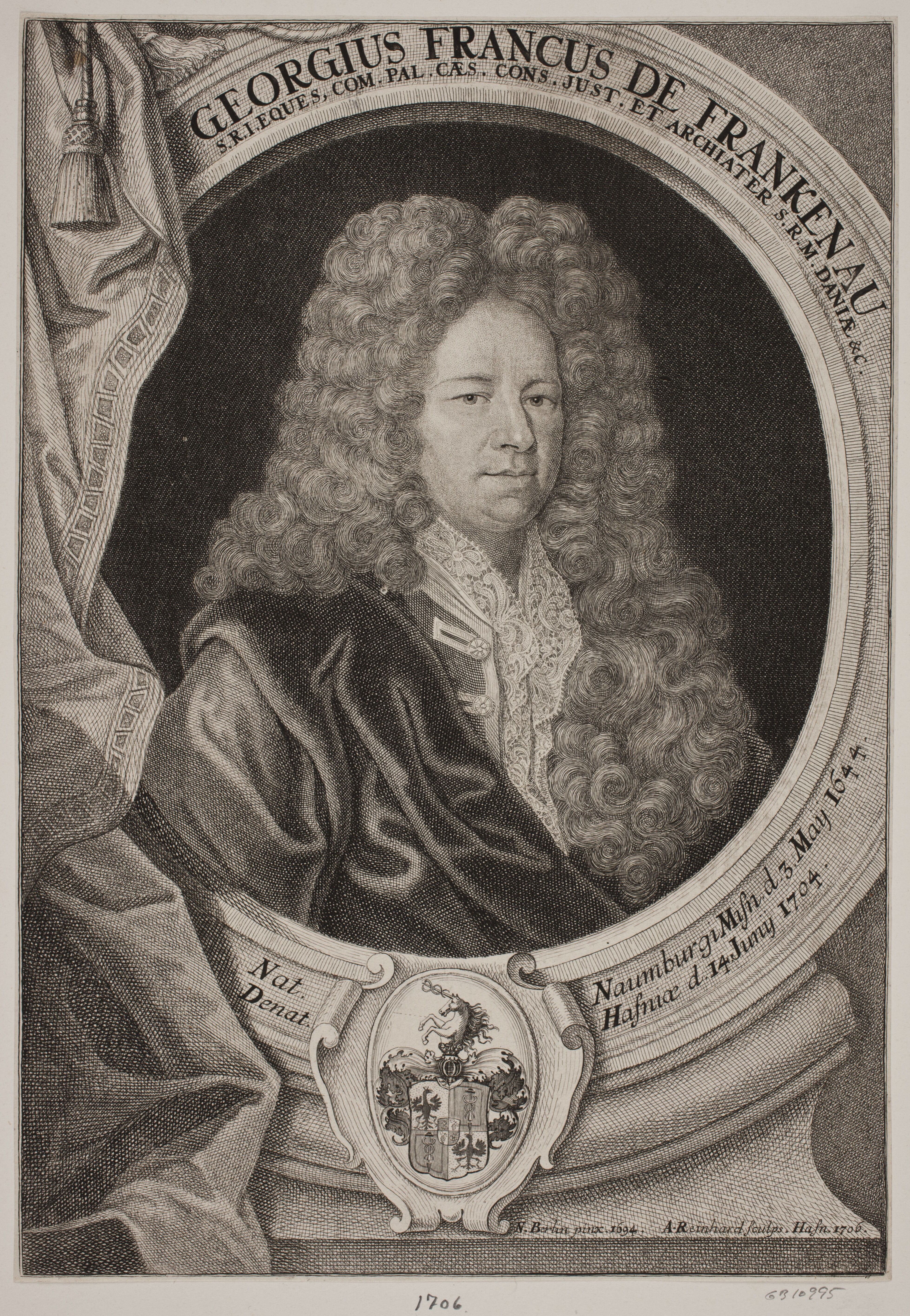
Georg Franck von Franckenau

Georg Franck von Franckenau (auch Georg Frank und latinisiert Georgius Francus [de Franckenau]; * 3. Mai 1643 in Naumburg; † 16. Juni 1704 in Kopenhagen) war ein deutscher Mediziner und Botaniker. Er ist der Vater von Georg Friedrich Franck von Franckenau.

## Leben
Franck von Franckenaus Vater Sebastian Franck lebte in bürgerlichen Verhältnissen und beteiligte sich als Kirchenältester am Gemeindeleben in Naumburg. Seine Mutter war Barbara Winecke (oder Weineck), welche ebenfalls aus angesehenen Bürgerverhältnissen stammte. In seiner Geburtsstadt und in Merseburg hatte er die schulische Ausbildung durchlaufen und immatrikulierte mit achtzehn Jahren im Sommersemester 1662 an der Universität Jena, wo er mit seiner Geschicklichkeit glänzte und sich die Dichterkrone erwarb. Hier hatte er anfänglich philosophische Sprachstudien absolviert und sich später der Medizin zugewandt. Nach einigen Jahren war er an die Universität Straßburg gewechselt, wo er sich 1666 den medizinischen Doktorgrad erwarb. 1671 folgte Franck einen Ruf an die Universität Heidelberg, wo er als Professor und als Leibarzt der Kurfürsten Karl Ludwig (1617–1680) und Karl (1651–1685) tätig war.
Hier beteiligte er sich auch an den organisatorischen Aufgaben der Hochschule und war mehrmals Dekan der medizinischen Fakultät, 1678 Rektor und 1686 Prorektor. Aufgrund des Pfälzischen Erbfolgekrieges verließ er 1688 Heidelberg und siedelte nach Frankfurt über. Hier erhielt er 1689 einen Ruf als Professor der Medizin an die Universität Wittenberg. In Wittenberg beteiligte er sich auch an den organisatorischen Aufgaben der Hochschule und war im Wintersemester 1691 Rektor der Alma Mater. Nachdem er den sächsischen Kurfürsten 1693 auf dessen Reichsfeldzug nach Frankreich begleitet hatte, mehrere Angebote an andere Höfe abgelehnt hatte, folgte er 1694 einer Berufung als Leibarzt der Familie des dänischen Königs Christian V. Nachdem er in Dänemark 1695 angekommen war, wurde er zum Hof- und Justizrat ernannt und war auch Leibarzt des nachgefolgten Königs Friedrich IV.
1692 wurde er von Kaiser Leopold I. geadelt; am 30. November 1693 wurde er als Mitglied („Fellow“) in die Royal Society aufgenommen. Bereits seit 15. August 1672 gehörte er mit dem Beinamen Argus I. der deutschen Akademie der Naturforscher Leopoldina an.
In einer 1682 unter dem Namen seines aus Frankfurt am Main stammenden Doktoranden Johannes Richier veröffentlichten Abhandlung mit dem Titel De ovis paschalibus erwähnt Franck erstmals den in den protestantischen Gebieten des Elsass und der Pfalz sich ausbreitenden Volksglauben an den Osterhasen.

## Familie
Franck von Franckenau war zweimal verheiratet:
- 22. Mai 1666 ⚭ Marie Euphrosyne (geborene Chemnitz, † 1701) aus Strømberg
  - Georg Friedrich Franck von Franckenau (* 28. August 1669; † 1732) war ihr gemeinsamer Sohn. Er war außerordentlicher Professor in Wittenberg und später in Dänemark.
    - Frederik Christian Franckenau (1724–1784), war Zollinspektor ⚭ 1. Maren (geborene Pau, † 1769).
      - Rasmus von Franckenau (6. Januar 1767; † 12. Oktober 1814) wurde Dichter.

  - Gerhard Ernst Franck de Franckenau (* 30. Juli 1676; † 21. Juli 1749) wurde Diplomat und Büchersammler.
- 1702 ⚭ Anne Catharine (geborene Wilde, † nach 1704)

## Veröffentlichungen
- Institutionum medicarum synopsis ac methodus discendi medicinam, quam primis praelectionibus delineavit; item Delineatio communis dosium medicamentorum. Zubrodt, Heidelberg 1672. (Digitalisat)
- mit Georg Wicken: Disputatio medica De alapis sive colaphis, von Maulschellen und Ohrfeigen. Johann Christian Walter, Heidelberg 1674 (reader.digitale-sammlungen.de).
- Lexicon vegetabilium usualium, in quo plantarum, quarum usus usque innotuit, nomen cum synonymis latinis, graecis, germanicis, et interdum arabicis, temperamentum, vires ac usus generalis et specialis, atque praeparata ex optimis quibusque auctoiibus in usum medicinae, pharmacopoeae ac chirurgiae studiosorum breviter sed perspicue proponuntur. Städel, Straßburg 1672. (Digitalisat) (wurde als Flora Francica. Heidelberg 1685, Leipzig 1698, Straßburg 1705 neu aufgelegt und erhielt von Christoph Hellwig 1714 eine deutsche Übersetzung).
  - mit Johann Gottfried Thilo: Flora Francica Rediviva oder Kräüter-Lexicon. Leipzig 1728.
- Tractatus philologico-medicus de cornutis in quo varia curiosa delibantur ex theologorum, ictorum jctorum, medicorum; philosophorum, politicorum atque philologorum monumentis: cum indice auctorum. Ammon, Heidelberg 1676. (Digitalisat)
- Bibliotheca parva zootomica. Heidelberg 1680.
- Agonismata physico-medica undecim de medicamentorum simplicium laudibus. Ammon, Heidelberg 1681.
- De palingenesia sive resuscitatione artificiali plantarum, hominum et animalium e suis cineribus, liber siugularis, jam revisus, emendatus, nec non commentario et variorum suisque experimentis quanmplurimis illustratus a Joanne Christiano Nehringio. Serre, Halle 1717. (Digitalisat)
- Satyrae medicae XX. Quibus accedunt dissertationes VI. varii simulque rarioris argumenti, una cum oratione de studiorum noxa, editae ab autoris filio, Georgio Frederico Franck de Franckenau. Leipzig 1722 (Unter diesem Namen besorgte der Sohn eine Sammlung verschiedener Dissertationen seines Vaters). (Digitalisat Band 1), (Band 2), (Band 3), (Band 4)